# Indigofera filifolia
Indigofera filifolia är en ärtväxtart som beskrevs av Carl Peter Thunberg. Indigofera filifolia ingår i släktet indigosläktet, och familjen ärtväxter. Inga underarter finns listade i Catalogue of Life.